# FIVE STUFF
『FIVE STUFF』（ファイブ・スタッフ）は、日本のロックバンド、DOESのミニ・アルバム。2010年7月27日、キューンレコードより発売。

## 概要
- メジャー初のミニ・アルバム。初回盤のみレコーディング時のオフショット映像と「独歩行脚〜新境地開拓編〜」の埼玉・熊谷HEAVEN'S ROCK Kumagaya VJ-1公演の映像を収録したDVD付き。

## 批評
CDジャーナルは「ハードなギターリフによるアップテンポ、スカ風のカッティング、メロウなど表現豊かなナンバーが並んでおり、メロディアスなボーカルメロディは歌心に溢れている」と評した。

## 収録曲
1. イーグルマン
プロモーションビデオではレコーディング風景の映像とともに撮影時に一発録音された音源がそのまま使用されている[2]。
2. 黒い太陽
3. タイニー・パンク（愛を叫ぼう）
4. 欲望
5. トゥデイ

全作詞・作曲:氏原ワタル 編曲:DOES